# فابین لکلرک
فابین لکلرک (انگلیسی: Fabien Leclercq؛ زادهٔ ۱۹ اکتبر ۱۹۷۲) بازیکن فوتبال اهل فرانسه است.
از باشگاه‌هایی که در آن بازی کرده‌است می‌توان به باشگاه فوتبال لیل، باشگاه فوتبال هارت آف میدلوتیان، و باشگاه فوتبال کن اشاره کرد.